# (227711) Dailyminorplanet
(227711) Dailyminorplanet est un astéroïde de la ceinture principale découvert en 2006, son orbite a un demi-grand axe de 3,097594  UA et une excentricité de 0,213531, inclinée de 16,650566° par rapport à l'écliptique. Son diamètre est de 7,509 km et son albédo de 0,022.
Le Daily Minor Planet est un projet développé par le Catalina Sky Survey et hébergé sur la plateforme scientifique Zooniverse. Ce projet a permis à des milliers de bénévoles de découvrir de nombreux astéroïdes à partir d'images d'archives acquises par l'observatoire Catalina G96 du Mount Lemmon Survey.

## Compléments